# Herrenhaus Divitz

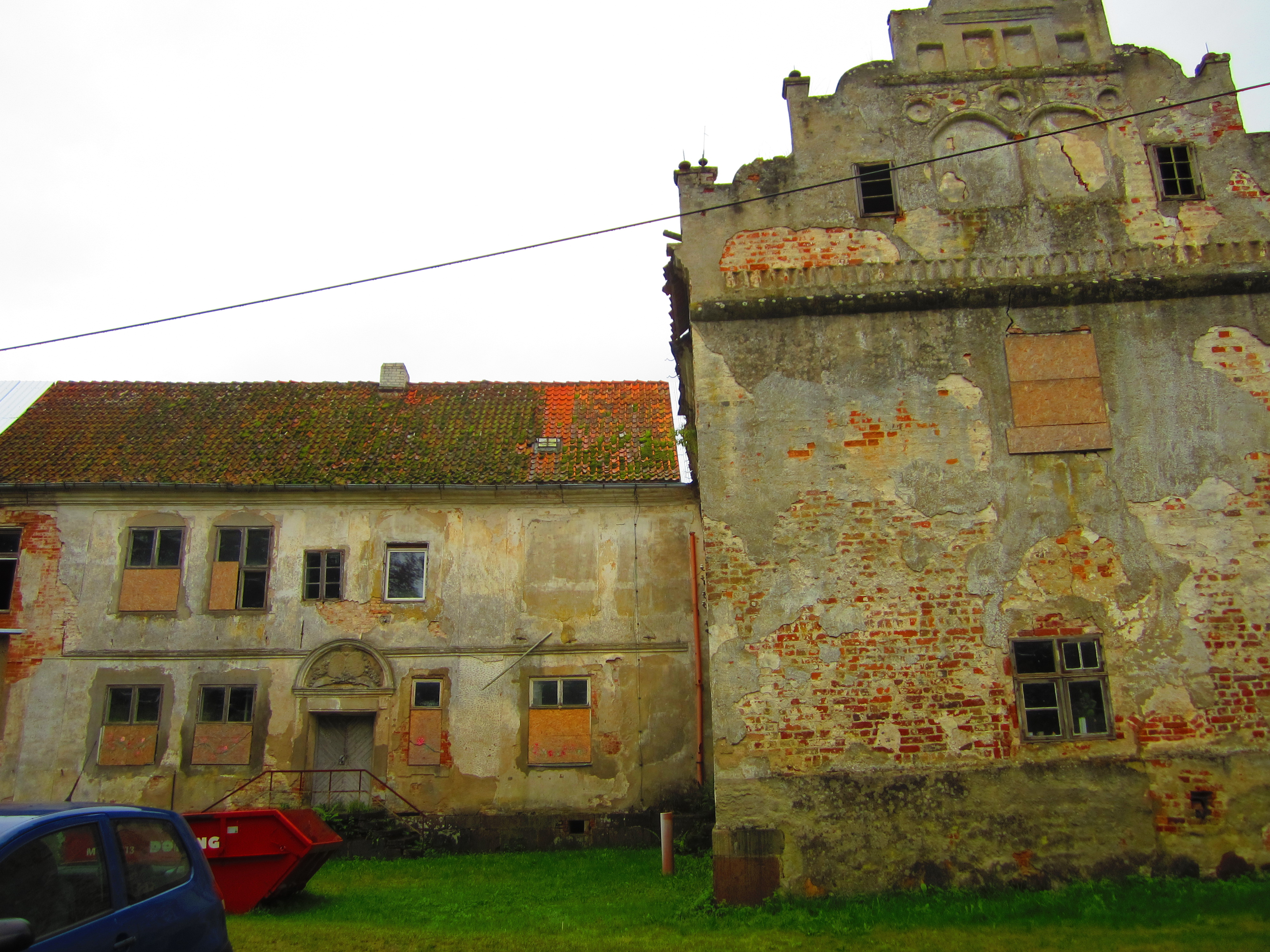
Gegenwärtiger Zustand

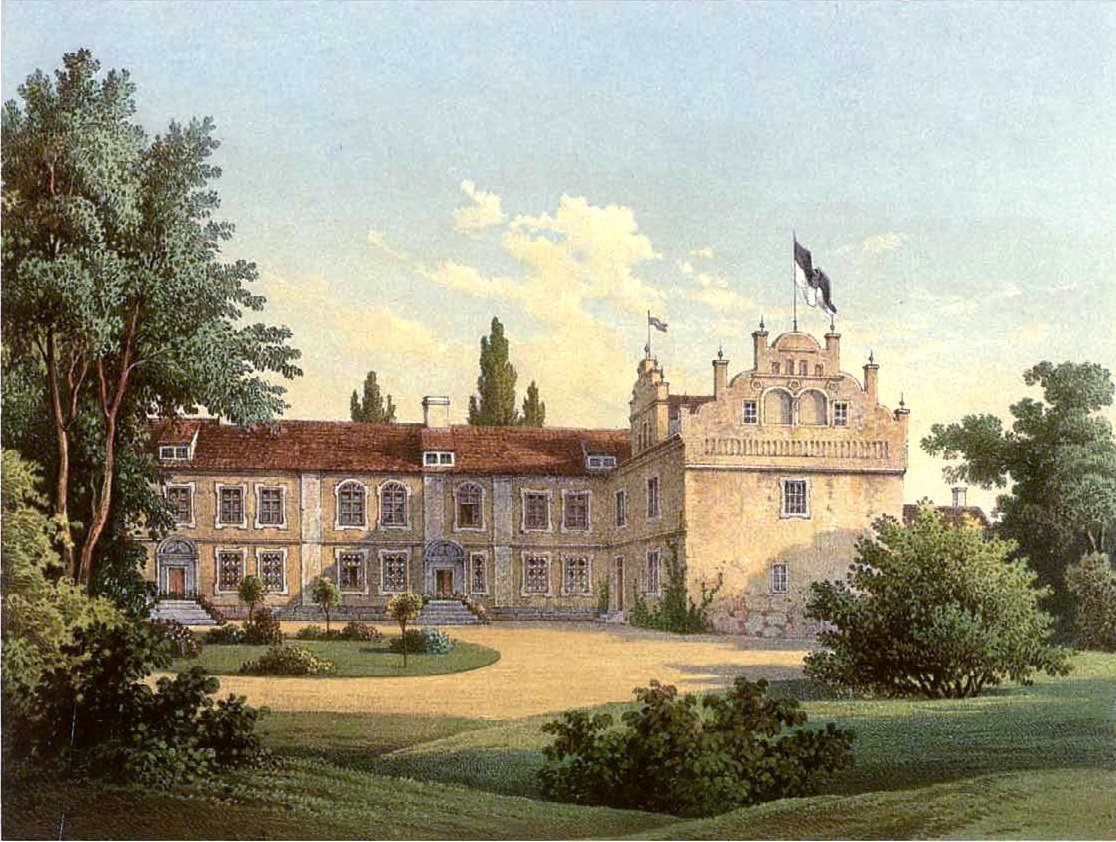
Das Herrenhaus Divitz um 1862/63 von Norden gesehen, Sammlung Alexander Duncker

Das Herrenhaus Schloss Divitz ist ein Herrenhaus im Tal der Barthe im Ortsteil Divitz der Gemeinde Divitz-Spoldershagen im Landkreis Vorpommern-Rügen. Das Herrenhaus war ursprünglich als Wasserburg konzipiert und gilt als eine der bedeutendsten Wasserburgen in Mecklenburg-Vorpommern.

## Geschichte
Die Burg Divitz ist in der Zeit der deutschen Ostkolonisation im 13. Jahrhundert angelegt worden. Als Erbauer der Burg gilt ein Conrad (oder Cord) von Krakevitz, vermutlich waren es aber die Ritter von Divitz, welche bis zu ihrem Aussterben im 14. Jahrhundert Eigentümer der Burganlage waren. Im Jahr 1374 wurde eine Familie von Vitzen als Besitzer benannt, davor die Familie von Moltke. Nach dem Aussterben derer von Divitz gelangte das Gebäude in den Besitz des Herzogtums Pommern. Von 1480 bis 1625 war die Familie von Krakewitz in Besitz der Burg. Diese bauten die Burg im 16. Jahrhundert aus, so entstand der zweigeschossige Nordflügel in der zweiten Hälfte dieses Jahrhunderts. Mit dem Aussterben des Divitzer Zweiges der Familie fiel das Gut an den Herzog von Pommern Bogislaw XIV. Dieser verlieh es 1627 bis 1648 an seinen Kanzler Philipp von Horn. Nach dem Dreißigjährigen Krieg war es Lehngut der schwedischen Krone und ging nach dem Aussterben des pommerschen Herzogsgeschlechts es wohl direkt in das Eigentum der Horns über. Diese vererbten Herrenhaus und Gut an Johannes von Lilienstedt, der später in den Grafenstand erhoben wurde. Er begann mit dem zeitgemäßen Umbau der Burg in ein barockes Herrenhaus. Er ließ dabei den Ostflügel mit zwei Portalen zwischen den Jahren 1729 und 1734 ergänzen. In der unregelmäßigen Anlage, die noch heute von Wall und Graben umgeben ist, haben sich viele Teile der mittelalterlichen Wasserburg erhalten. 1734, zwei Jahre nach Lilienstedt, wurden seine Divitzer Güter auf 158500 Reichstaler taxiert.

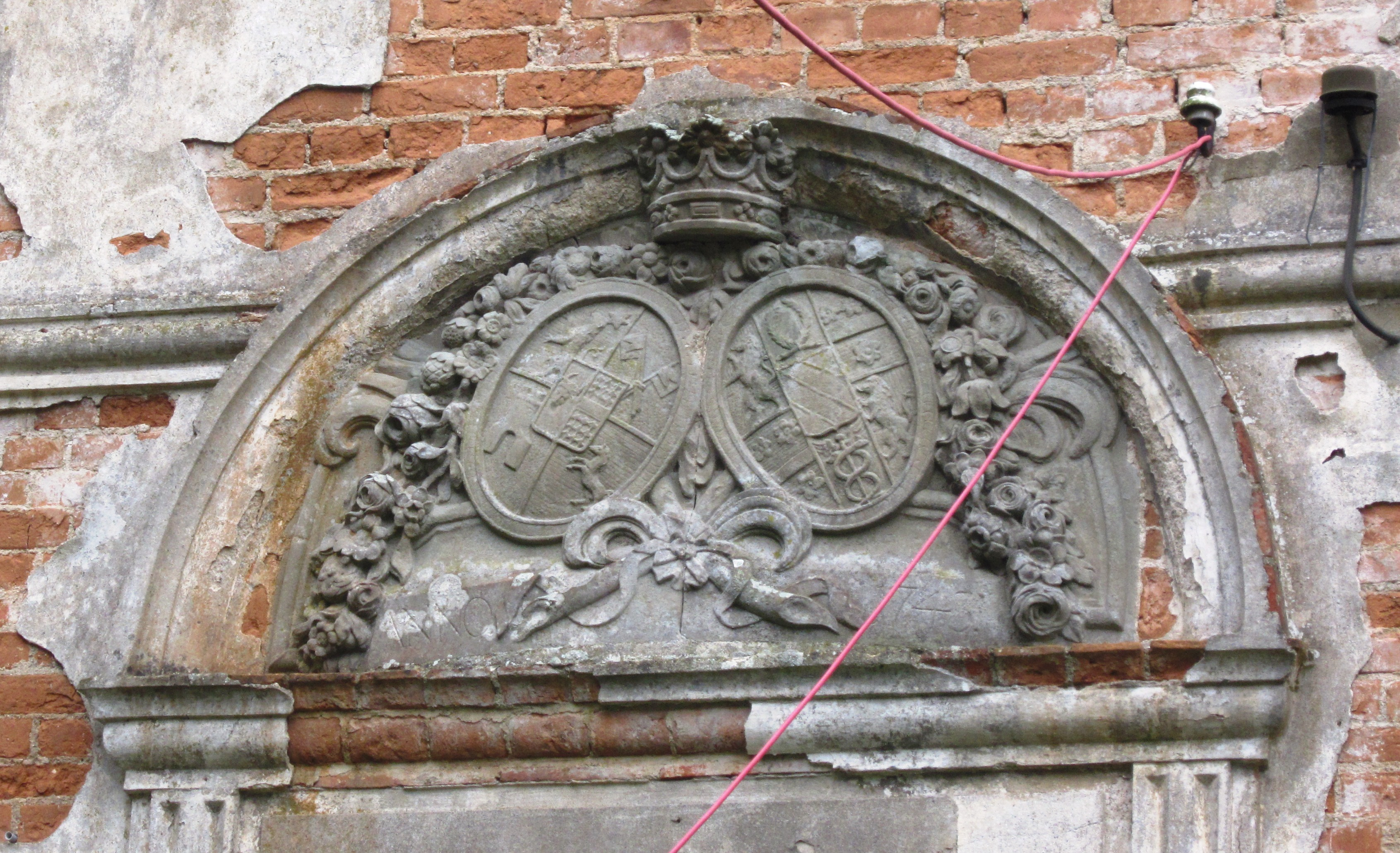
Wappenportal, links Krassow, rechts Lilienstedt

Durch Weitervererbung gelangte das Gut an die Familie von Krassow. Im Jahr 1840 erhob der preußische König Friedrich Wilhelm IV. anlässlich der Thronbesteigung den Freiherrn Friedrich Heinrich von Krassow in den Grafenstand. 1857 entstand unter der Leitung des Preußischen Hofgärtners Gustav Meyer südlich des Gebäudes ein rund 12 Hektar großer Landschaftsgarten.
Im folgenden Jahr stiftete er testamentarisch ein Familienfideikommiss, bestehend aus den Rittergütern Divitz, Spoldershagen, Frauendorf, Wobbelkow, Gäthkenhagen und Martinshagen. Als Majorat eingerichtet, stand der Grafentitel allein dem Oberhaupt des Fideikommisses zu. Nach dessen Tod im Jahr bewirtschafte sein Sohn Carl Reinhold von Krassow das Gut Divitz. Er war nicht nur Gutsbesitzer, sondern auch Vorsitzender des Gartenbauvereins für Neuvorpommern und Rügen. In dieser Funktion züchtete er auf dem Gut neue Obstsorten, die von Ferdinand Jühlke verbreitet wurden. Nach Auflösung des Familienfideikommisses gelangte das Gut 1892 bis 1945 an die Familie der Grafen von der Groeben. Denn Hedwig Freiin von Krassow (1841–1864) heiratete zuvor 1859 Siegfried Graf von der Groeben (1825–1892). Der Graf war preußischer Major und Rechtsritter des Johanniterordens. Sein Erbe wurde der Sohn Dr. jur. Karl Graf von der Groeben (1864–1936), Mitglied im Preußischen Abgeordnetenhaus und wie der Vater Johanniterritter. Graf Karl liierte sich 1895 mit Marie Freiin zu Inhausen und Knyphausen-Bodelschwingh. Die Nachfolge trat Rittmeister Graf Siegfried von der Groeben (1896–1992) an, der mit seiner Frau Helma von Lengerke nach der Bodenreform in Bad Salzuflen lebte. Sein Gutskomplex Divitz umfasste 1939 das Rittergut Divitz mit 472 ha, das Rittergut Frauendorf zu 571 ha, der Hof Gäthkenhagen mit 861 ha sowie Rittergut Martenshagen mit 463 ha. Es waren zur Leitung drei Verwalter eingesetzt. Gärten und Parks waren in diesen Kulturdaten eingebunden. Im landwirtschaftlichen Mittelpunkt stand auf allen Nebengütern eine intensive Schweinezucht. Der Waldbestand als Teilflächen war mit 155 ha konstant.
Nach Ende des Zweiten Weltkrieges wurde das Herrenhaus als Wohnhaus genutzt. Seit der Wende ist es unbewohnt. Anfang der 1990er Jahre wurde die Immobilie durch die Gemeinde an eine Eigentümergesellschaft verkauft. Nach Jahren des Verfalls wurde das Gebäude im Jahr 2001 an einen neuen Interessenten verpachtet. Die erforderlichen Instandsetzungsarbeiten blieben jedoch aus, so dass das Gebäude weiter verfiel. Nach einem Bericht der Deutschen Burgenvereinigung von 2014 gehört das Herrenhaus zu den besonders gefährdeten Objekten: „Seit langem bemüht sich der Landkreis, unterstützt von einem großen Kreis von Fachleuten, um eine Übernahme und anschließende Restaurierung der für Mecklenburg-Vorpommern so außergewöhnlichen Anlage, doch der mit dem Erhalt überforderte Eigentümer lehnte bisher alle entsprechenden Angebote ab.“ Dadurch gingen 2014 auch entsprechende Fördermittel verloren. 2015 gründete sich der Verein Kulturgüter Wasserburg e. V., der sich um den Erhalt des Bauwerks bemüht.
Im Jahr 2017 wurden Fördermittel für die Sicherung des Herrenhauses Divitz bewilligt. Nach der auch mit Mitteln der Deutschen Stiftung Denkmalschutz durchgeführten Notsicherung beschloss der Haushaltsausschuss des Deutschen Bundestages im November 2018 im Rahmen des Bundeshaushaltes 2019 Förderungen in Höhe von knapp zehn Millionen Euro für die Divitzer Wasserburg.
Da die inzwischen insgesamt 20 Millionen Euro Fördermittel von Bund und Land nur an einen öffentlichen Träger vergeben werden dürfen, erklärte sich die Gemeinde Divitz-Spoldershagen in einer Gemeindevertretersitzung notgedrungen dazu bereit. Das Land Mecklenburg-Vorpommern und der Landkreis Vorpommern-Rügen hatten sich geweigert, die Trägerschaft zu übernehmen. Aufgabe der Gemeinde ist es nun vor allem, Fördermittelanträge zu stellen und die Bauaufträge auszuschreiben und zu vergeben. Unterstützt werden soll sie dabei vom Amt Barth und dem Förderverein Kulturgüter Wasserburg Divitz, der seit 2015 Eigentümer des Baudenkmals ist, um es vor dem endgültigen Verfall zu bewahren.